# John Stack
John Charles Stack (22. marts 1924 - 28. maj 1997) var en amerikansk roer og olympisk guldvinder, født i Camden, New Jersey.
Stack var med i USA's otter, der vandt guld ved OL 1948 i London, den 6. amerikanske OL-guldmedalje i otteren i træk. Resten af besætningen bestod af brødrene Ian og David Turner, James Hardy, George Ahlgren, Lloyd Butler, David Brown, Justus Smith og styrmand Ralph Purchase. Samtlige otte roere var studerende ved University of California, Berkeley og medlemmer af universitetets roklub. Der deltog i alt 12 både i konkurrencen, hvor amerikanerne sikrede sig guldet foran Storbritannien og Norge, der vandt henholdsvis sølv og bronze. Det var de eneste olympiske lege Stack deltog i.

## OL-medaljer
- 1948:  Guld i otter